# Leza (Àlaba)
Leza és un municipi d'Àlaba, de la Quadrilla de Laguardia-Rioja Alabesa. El 2019 tenia 203 habitants.